# Полтавский колледж искусств имени Николая Лысенко
Полтавский колледж искусств имени Н. В. Лысенко — одно из старейших учебных заведений Украины, которое  было основано в 1903 году как Полтавское музыкальное училище при содействии Д. В. Ахшарумова. С 1953 года заведению присвоено имя основателя украинской композиторской школы Николая Лысенко. С 2019 года заведение имеет современное название.